# Harald Rosenløw Eeg
Harald Rosenløw Eeg (né le 18 août 1970 à Tønsberg en Norvège) est un écrivain et scénariste norvégien. Il est également titulaire d'un master en histoire des religions et est aussi musicien. 
Son premier roman, Glasskår, a été publié en 1995 et fut récompensé par un Tarjei Vesaas' debutantpris.

## Biographie
Après avoir obtenu un diplôme en Histoire des religions à l'université d'Oslo, Harald R. E. travaille dans un premier temps en tant que catéchiste et éducateur religieux, tout en étant musicien techno. 
Il écrit plusieurs livres pour enfants, dont Glasskår, son premier roman. Caulfield, sortie interdite, publié en 2009 en France, reste le seul roman de l'auteur traduit en français.
De 2019 à 2021, il est sélectionné durant trois années d'affilée pour le prix international suédois, le Prix commémoratif Astrid-Lindgren.

## Romans
- 1995 – Glasskår
- 1996 – Svidd
- 1997 – Vrengt
- 1998 – Filter
- 2000 – Karmakongen
- 2002 – Stjernetrekker
- 2003 – Alle duene
- 2004 – Yatzy ( Grand frère, Panama, 2007)
- 2007 - Alt annet enn pensum (Caulfield, sortie interdite, Thierry Magnier, 2009)
- 2008 – Løp hare løp

## Filmographie
En tant que scénariste :
- 2013 : L'Épreuve de Erik Poppe
- 2016 : Ultimatum (Kongens nei ) de Erik Poppe
- 2019 : The Spy (Spionen) de Jens Jønsson

## Prix et distinctions
- Prix Tarjei Vesaas (1995)
- Prix littéraire Vestfolds (1997)
- Prix Brage (1997 et 2004)
- Prix de littérature du Språklig samling (2000)
- Prix Amanda du meilleur scénario (2005)
- Prix Kanon du meilleur scénario (2016)
- Sélection pour le Prix commémoratif Astrid-Lindgren 2019, 2020 et 2021[1]